# كلير سميث
كلير سميث (بالإنجليزية: Claire Smith)‏ هي عالمة آثار أسترالية، ولدت في 15 يوليو 1957 في سيدني في أستراليا.

## وصلات خارجية
- الموقع الرسمي